# Gen Fukunaga
Gen Fukunaga (Itami, Hyōgo, 21 de marzo de 1962 fue el fundador y presidente de Funimation (ahora Crunchyroll) una empresa que distribuía anime en los Estados Unidos y Canadá. En octubre de 2011 fue nombrado presidente de la línea editorial de videojuegos GameSamba.

## Biografía
Fukunaga nació en Itami, Hyōgo, y creció en West Lafayette, Indiana en los Estados Unidos. Se graduó en West Lafayette High School en 1979.
Fukunaga asistió en la Universidad Purdue donde obtuvo su BSEE en 1982 y su BSEE en 1984. Posteriormente se trasladó a Boca Ratón, Florida para trabajar como ingeniero para IBM. Luego asistió Columbia Business School obteniéndose una MBA en 1989. Ocupó una posición con Andersen Consulting (ahora Accenture) antes de conseguir un trabajo con Tandem Computers en Sunnyvale, California.
Fukunaga también es el cofundador y director de la EchoLight Studios una compañía de producción cristiana con sede en Texas dirigido por Rick Santorum. EchoLight un espacio de oficina inicialmente compartido con Funimation.
En 2005 Funimation fue adquirida por Navarre Corporation por unos 100.4 millones de dólares, que todavía quedaba el CEO de la compañía. En 2011 la empresa fue vendida a un grupo de inversionistas que incluía el mismo Fukunaga.
En 2019, Fukanaga dejó el cargo de director general de Funimation. Su participación restante en el capital fue recomprada por Sony Pictures cuando dejó la empresa. En 2022, Funimation cambió su nombre a Crunchyroll LLC, después de que adquiriera un servicio de transmisión del mismo nombre un año antes.
Durante un seminario celebrado en octubre de 2023  en el Centro de Economía y Negocios Japoneses de la Columbia Business School, un miembro de la audiencia le preguntó a Fukunaga por qué decidió retirarse de Funimation. Fukunaga respondió: "Honestamente, después de cobrar dos veces en la empresa, ¡ya no necesitaba trabajar para ganarme la vida!".

## Vida personal
Fukunaga se casó con Cindy Brennan, quien también se desempeña como cofundadora y productora en Funimation. Ellos tienen tres hijos.